# Ohessaare
Ohessaare este o arie protejată (arie specială de conservare — SAC, sit de importanță comunitară — SCI) din Estonia întinsă pe o suprafață de 20,1 ha, integral pe uscat.

## Localizare
Centrul sitului Ohessaare este situat la coordonatele 57°59′39″N 22°01′15″E / 57.9941°N 22.0209°E.

## Înființare
Situl Ohessaare a fost declarat sit de importanță comunitară în aprilie 2004 pentru a proteja un număr necunoscut de specii din flora spontană și fauna sălbatică aflate în arealul zonei. Situl a fost protejat și ca arie specială de conservare în mai 2007.

## Biodiversitate
Situată în ecoregiunea boreală, aria protejată conține 2 habitate naturale: Faleze cu vegetație de pe coastele atlantice și baltice, Alvar nordic și șisturi calcaroase precambriene.
La baza desemnării sitului se află un număr nedeclarat de specii protejate.